# Skara Brae Buddo

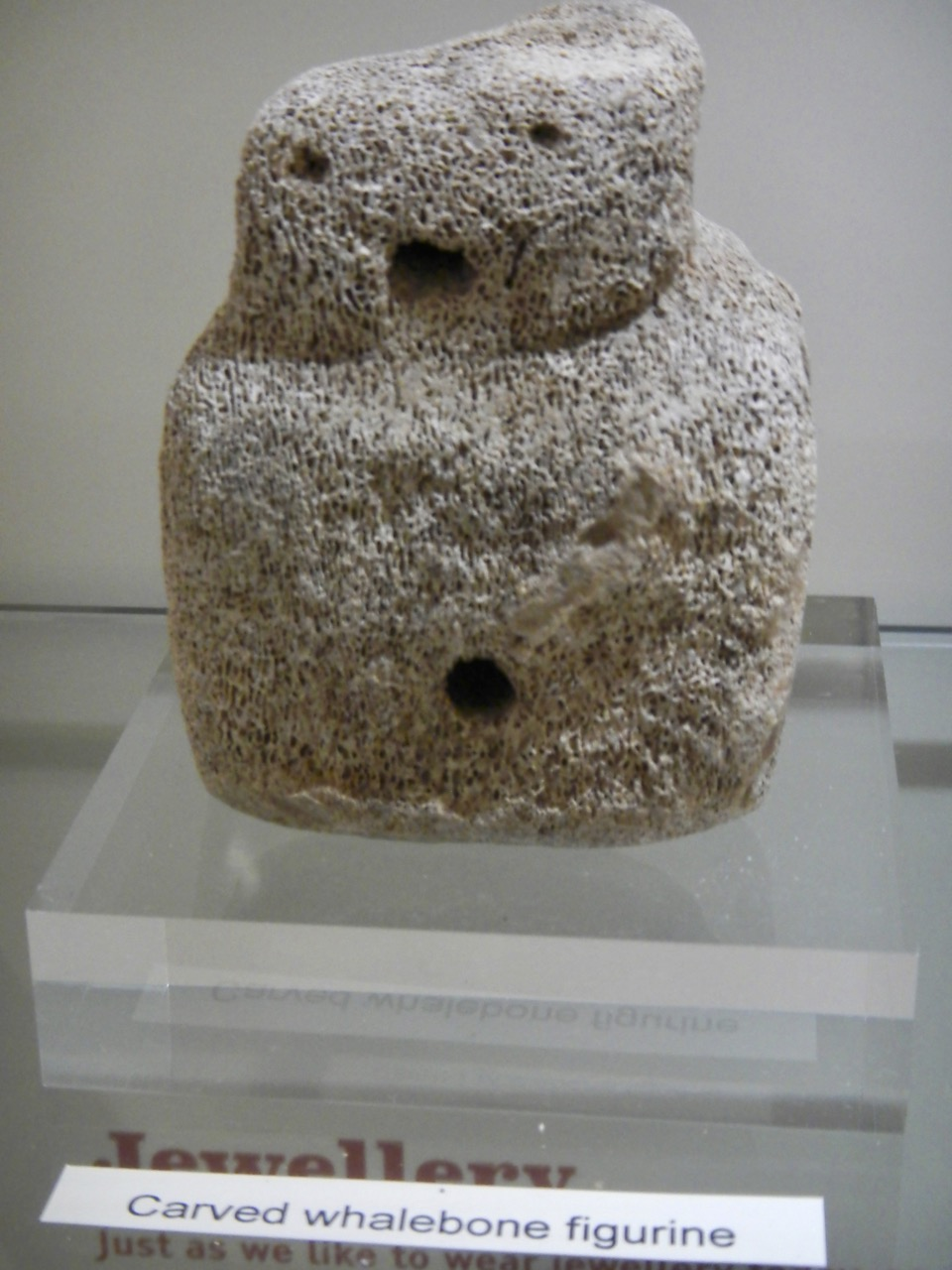
Skara Brae Buddo im Stromness Museum

Skara Brae Buddo ist eine etwa 5000 Jahre alte neolithische Figur von Skara Brae auf Orkney in Schottland. Zuvor verloren geglaubt, wurde sie 2016 in den Sammlungen des Stromness Museums wiederentdeckt. 
Die aus einem Stück Fischbein geschnitzte Figur ist 9,5 cm hoch und 7,5 cm breit. Augen, Mund und Nabel sind tief eingeschnitten. Ansonsten ist die Figur mit dem kaum abgesetzten Kopf schmucklos. Sie wurde in den 1860er Jahren vom Gutsherrn William G. Watt im Aushub des Steinalkovens im Haus 3 des neolithischen Dorfes Skara Brae entdeckt.
Watts Fund wurde im literarischen Nachlass des Antiquars George Petrie 1867 in einem Bericht über die Entdeckung von Skara Brae als „Idol“ oder „Fetisch“ beschrieben, aber nur durch eine Skizze in Petries Notebook bekannt, das jetzt in den Handschriften der Gesellschaft der Antiquare Schottlands enthalten ist.
Prähistorische Menschendarstellungen sind in Großbritannien außerordentlich selten. Die weitgehend in Vergessenheit geratene neolithische Figur war das erste Beispiel. Sie ist mit Figuren (Westray Wife) zu vergleichen, die bei Ausgrabungen in der neolithischen Siedlung Links of Noltland auf der Insel Westray entdeckt wurden.
Die Figur wird neben anderen Artefakten aus Skara Brae im Stromness Museum gezeigt.